# Iperó
Iperó é um município brasileiro do estado de São Paulo. Situa-se na Região Metropolitana de Sorocaba, na Mesorregião Macro Metropolitana Paulista e na Microrregião de Sorocaba. Sua população, conforme estimativas do IBGE de 2019, era de 37 133 habitantes. O município é formado pela sede e pelo distrito de Bacaetava.
Iperó sedia o Centro Experimental Aramar, da Marinha do Brasil, e a Floresta Nacional de Ipanema vinculada ao ICMBio, onde abriga a antiga Real Fábrica de Ferro de Ipanema de 1810.

## Toponímia
Conforme Eduardo Navarro em seu Dicionário de Tupi Antigo (2013), Iperó vem de peroba, árvore de boa madeira, endêmica da Mata Atlântica. Peroba, por sua vez, vem de ypé + rob + a, que significa casca amarga: ypé, casca (de árvore), rob, amargo, -a, o sufixo substantivador.
A origem do nome Iperó é controvertida mas é provável que advenha da etnia tupiniquim, responsável pela colonização do território antes da vinda dos colonizadores europeus (século XVI). Dessa forma, Iperó pode ter portugueses ("Perós") no nome.[carece de fontes?]
Essa versão é reforçada pela existência do Rio Iperozinho, importante afluente do Rio Sorocaba, onde foi instalada a Real Fábrica de Ferro de São João de Ipanema, a mando do governador-geral Mem de Sá.[carece de fontes?]
Na época do regime militar (1964-1985), logo após a emancipação política da cidade, um boato espalhado a partir do colégio EEPSG "Dr. Gaspar Ricardo Júnior" disseminou a versão (jamais confirmada) de que Iperó significaria "águas profundas e revoltas".[carece de fontes?]
Muito embora exista uma famosa praia turística no estado do Rio de Janeiro (Cabo Frio) chamada de "Dunas do Peró", e cujo significado é incontroversamente atribuído ao nome que os índios locais denominam os portugueses ("perós"), nenhuma versão do nome Iperó foi ainda reconhecida pela historiografia brasileira.

## História
Um ponto que é marco da história é a Fundição Ipanema, berço da industrialização no Brasil.
O território atual de Iperó está situado na antiga região em que a polêmica ordem do Rei Dom João VI, em 19 de agosto de 1817, criou a paróquia de São João Batista da Fábrica de Ferro de Ipanema. Por essa ordem régia, determinou-se a construção de uma capela onde hoje se situa a Fazenda Ipanema.
A iniciativa real provocou a ira do diretor da fábrica, Frederico Luiz Guilherme Varnhagen (pai de um grande historiador brasileiro, Francisco Adolfo de Varnhagen, o iperoense mais ilustre da história), que entendeu ser inconveniente a presença de uma igreja e, por consequência, de uma comunidade nas imediações de Ipanema. Na verdade, acreditava o diretor que a paróquia provocaria uma bandalheira, decorrente do corte de lenha para o consumo das famílias que iriam construir suas moradas em volta da capela.
Naquela época, a lenha era o mais importante combustível para a fábrica (altos fornos de ferro), e o diretor não queria reparti-la com o populacho. Não seria a primeira vez que os moradores daquela localidade seriam oprimidos por líderes despóticos, como a história mostraria no futuro.
Disposto a impedir a construção da capela, Varnhagem discutiu o assunto com o bispo Dom Mateus Abreu Pereira, para quem enviou um abaixo-assinado contrário à criação da paróquia. O movimento, porém, foi em vão: em 22 de fevereiro de 1820, o bispo determinou o cumprimento da ordem do rei.
Contrariado, o diretor da fábrica passou a proibir o corte de lenha e iniciou perseguições aos moradores do local. Resultado: em pouco tempo a comunidade começou a debandar para outras cercanias, dentre elas o então "campo largo" (Araçoiaba da Serra), e os atuais bairros de Bacaetava e Bela Vista (esta última, antigo posto de parada de bandeirantes).
Muito embora Campo Largo tenha sido escolhido para a edificação da nova igreja em 30 de outubro de 1823, a inauguração da Matriz só ocorreu dois anos depois da autorização, em 11 de novembro de 1825.
Esta situação permaneceu durante 32 anos, como Campo Largo na condição de bairro de Sorocaba. A Lei de nº 23, assinada pelo presidente da Província de São Paulo, em 1857, deu autonomia ao local, que ganhou a condição de município. O nome, Araçoiaba da Serra, veio mais tarde, em 30 de novembro de 1944, em homenagem ao morro de Araçoiaba (chamado pelos iperoenses de "Morro Ipanema"). Por ironia do destino, esse marco geográfico pertenceria exclusivamente ao futuro município de Iperó, para a tristeza daqueles cidadãos de Araçoiaba. Até hoje, é comum aos moradores de Araçoiaba se referirem tanto ao morro quanto à Fazenda Ipanema, ou mesmo ao parque florestal, como "patrimônios de Araçoiaba", o que nunca foi verdade.
Em 1927, a construção da Estrada de Ferro Sorocabana trouxe dezenas de famílias de operários ferroviários para as terras mais baixas (e menos valorizadas) do atual município de Iperó, doadas por fazendeiros locais, o que alterou profundamente a geografia humana do território.
Historicamente, enquanto as regiões de Bacaetava, Fazenda Ipanema e adjacências continuavam sob a influência política de Campo Largo, o novo núcleo ferroviário crescia sob influência do pujante Município de Boituva, cujo desenvolvimento sempre esteve associado ao movimento tropeirista. Esse movimento, ao contrário do que muitos acreditam, não foi importante em Iperó. Com uma economia agrária diversificada e com uma classe média formada por fazendeiros e comerciantes, não demoraria para que Boituva se desenvolvesse rapidamente.
Em 1937, o distrito de Boituva, pertencente ao município de Porto Feliz, é emancipado. Com isso, toda a área pertencente ao atual município de Iperó é anexado ao novo município de Boituva.
Em 1944, o núcleo ferroviário de Iperó (batizado à época como Vila de Santo Antônio, imortalizada na obra "Éramos Seis", de 1943, por Maria José Dupret) teve seu status alterado para Distrito de Paz, ainda vinculado ao município de Boituva.
Finalmente, no início dos anos 1960, iniciou-se um movimento popular, liderado por comerciantes e membros da igreja Católica da Vila de Santo Antonio, em favor da emancipação da Vila junto à Boituva.
Esse movimento deixou de ser atendido pelo governador Ademar de Barros, em 1963, por uma razão muito simples: a Constituição Estadual da época exigia a realização de um plebiscito, o que ainda não tinha sido feito pelos afoitos iperoenses.
Em 1964, finalmente é realizado um plebiscito no vilarejo, com ampla vitória pela emancipação.
Em 21 de março de 1965 é promulgada a lei estadual que emancipa o Município de Iperó. Esse novo município, formado originariamente pelo novo núcleo ferroviário, traz consigo as centenárias povoações da Fazenda Ipanema, bairro de Varnhagem e Bacaetava. Porém, até meados dos anos 1990, o antigo núcleo ferroviário não se preocupou em integrar-se com as regiões mais longínquas do município, até algumas personalidades do núcleo urbano de George Oetterer (nas imediações da antiga Fazenda Ipanema) iniciarem um novo movimento pela emancipação, sem sucesso.

## Geografia
Localiza-se a uma latitude 23º21'01" Sul e a uma longitude 47º41'19" Oeste, estando a uma altitude de 590 metros. Possui uma área de 170,9 km².

### Hidrografia

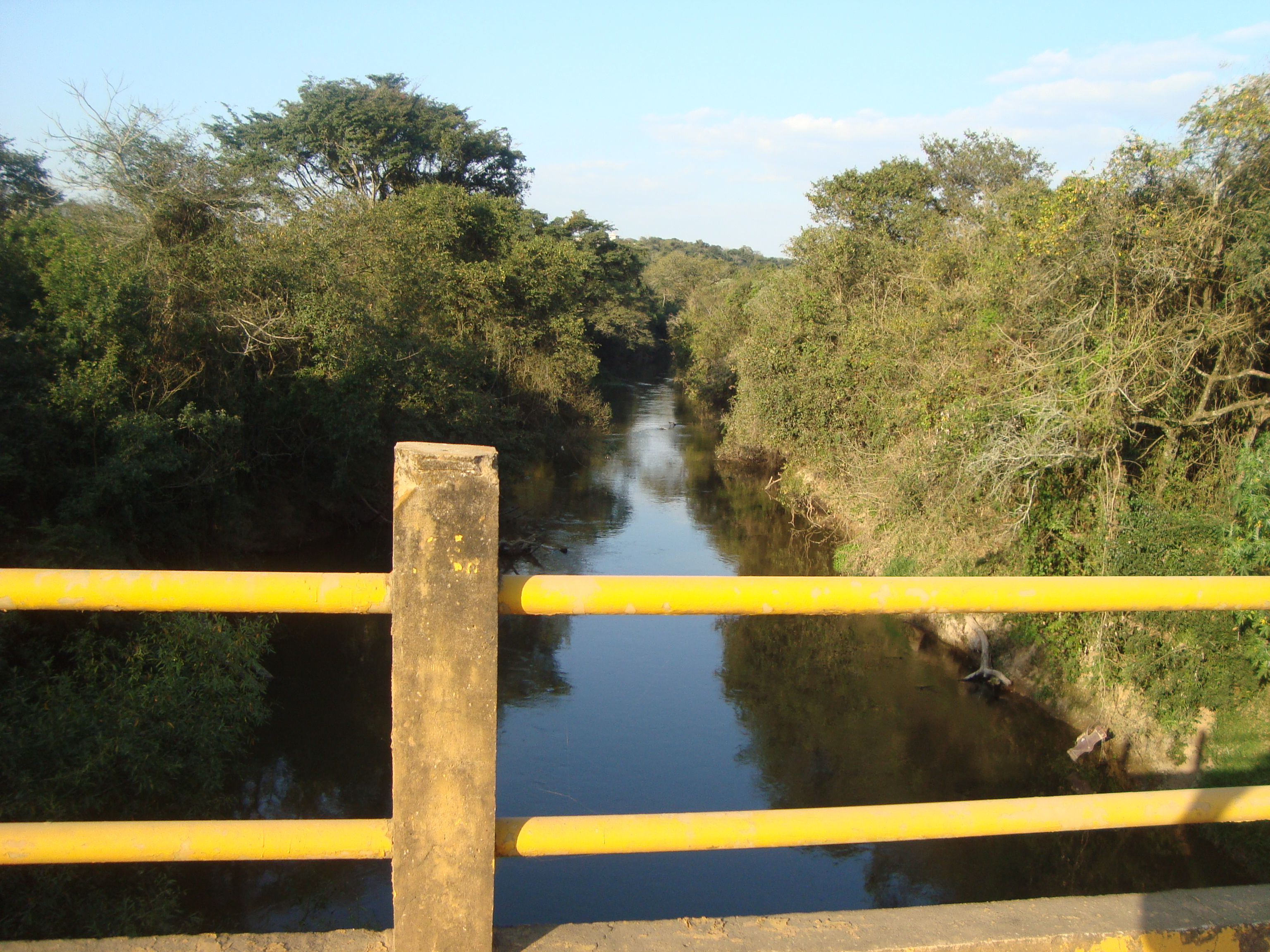
Rio Sorocaba em Iperó.

- Rio Sorocaba
- Rio Sarapuí
- Rio Ipanema

### Rodovias
- SP-280
- Estr. Vicinal Iperó/Sorocaba
- Estr. Vicinal Iperó/Boituva
- Estr. Vicinal Iperó/Tatuí
- Estr. Vicinal Iperó/Capela do Alto
- Estr. Vicinal do Ipatinga George Oetterer/Sorocaba.
- Estr. Vicinal George Oetterer/Araçoiaba da Serra.

### Ferrovias
- Linha da Estrada de Ferro Sorocabana.
- FEPASA[10]

## Demografia

### População
| Crescimento populacional                             | Crescimento populacional | Crescimento populacional | Crescimento populacional |
| Ano                                                  | População Total          |                          | %±                       |
| ---------------------------------------------------- | ------------------------ | ------------------------ | ------------------------ |
| 1970                                                 | 6 439                    |                          | —                        |
| 1980                                                 | 6 606                    |                          | 2,6%                     |
| 1991                                                 | 10 575                   |                          | 60,1%                    |
| 2000                                                 | 18 384                   |                          | 73,8%                    |
| 2010                                                 | 28 300                   |                          | 53,9%                    |
| 2022                                                 | 36 459                   |                          | 28,8%                    |
| Est. 2024                                            | 37 999                   | [ 11 ]                   | 4,2%                     |
| Fontes: Censos Demográficos IBGE e Estimativas SEADE |                          |                          |                          |

### Dados demográficos
Dados do Censo - 2010
População total: 28.300
- Urbana: 17.463
- Rural: 10.837
  - Homens: 15.209
  - Mulheres: 13.091

Densidade demográfica (hab./km²): 166,42
Mortalidade infantil até 1 ano (por mil): 13,70
Expectativa de vida (anos): 72,42
Taxa de fecundidade (filhos por mulher): 2,97
Taxa de alfabetização: 91,80%
Índice de Desenvolvimento Humano (IDH-M): 0,779
- IDH-M Renda: 0,682
- IDH-M Longevidade: 0,790
- IDH-M Educação: 0,865

(Fonte: IPEADATA)

## Política e administração
- Prefeito: Leonardo Roberto Folim (PSD)  (2025/2028)
- Vice-prefeito: Neno Domingues (MDB)
- Presidente da câmara: Alysson de Barros (Podemos)

## Infraestrutura

### Comunicações
O sistema de telefones automáticos foi inaugurado na cidade em 1976 pela Telecomunicações de São Paulo (TELESP), que também implantou o sistema de discagem direta à distância (DDD) em 1982 com o código de área (0152).
Na década de 90 o código DDD da cidade foi alterado para (015), para padronização do sistema telefônico com a telefonia celular que estava sendo implantada em todo o estado.

### Transportes

#### Linhas de Ônibus Metropolitano
-Rápido Luxo Campinas-
- 6322 - Boituva (Centro)
- 6323 - Tatuí (Centro)
- 6324 - Sorocaba (Bom Jesus)
- 6325 - Sorocaba (Centro)
- 6327 - Boituva (Centro)
- 6330 - Iperó (George Oetterer)

- Urbes Sorocaba- Linha 66 Ipatinga é uma linha urbana de Sorocaba que liga o Terminal Santo Antônio (ou Terminal Nova Manchester) até o bairro de George Oetterer em Iperó.

- Viação Vale do Tietê (São Paulo), horário as sexta-feiras.

## Religião
O Cristianismo se faz presente na cidade da seguinte forma:

### Igreja Católica
- A igreja faz parte da Arquidiocese de Sorocaba.[18]

### Igrejas Evangélicas
- Assembleia de Deus Ministério do Belém.[19][20]
- Congregação Cristã no Brasil.[21]